# Kanton Saint-Gratien
Kanton Saint-Gratien (fr. Canton de Saint-Gratien) byl francouzský kanton v departementu Val-d'Oise v regionu Île-de-France. Tvořilo ho pouze město Saint-Gratien. Zrušen byl po reformě kantonů 2014.